# Hannes Kolehmainen
Juho Pietari „Hannes” Kolehmainen (ur. 9 grudnia 1889 w Kuopio, zm. 11 stycznia 1966 w Helsinkach) – fiński lekkoatleta (biegacz długodystansowy), czterokrotny mistrz olimpijski.

## Życiorys
Legenda światowych biegów długich. Podczas igrzysk olimpijskich w Sztokholmie (1912) zdobył trzy złote (bieg na 5000 m, bieg na 10 000 m i bieg przełajowy indywidualnie) i jeden srebrny medal (bieg przełajowy drużynowo), stając się głównym bohaterem zawodów. W biegu na 5000 m rywalizował do ostatnich metrów z Francuzem Jeanem Bouinem, który prowadził przez niemal cały dystans, by ulec Kolehmainenowi na finiszu. Fin ustanowił wówczas rekord świata wynikiem 14:36,6, poprawiając dotychczasowy o prawie 25 sekund.
Osiem lat później w Antwerpii (1920) wygrał olimpijski bieg maratoński. Startował także w Paryżu (1924) w maratonie, ale nie ukończył biegu.
Kolehmainen razem z Paavo Nurmim zapalał znicz olimpijski podczas ceremonii otwarcia Igrzysk Olimpijskich w 1952 w Helsinkach.

## Rekordy życiowe
- Bieg na 5000 metrów – 14:36,6 (1912)
- Bieg na 10 000 metrów – 31:20,8 (1912)
- Bieg maratoński – 2:32:36 (1920)